# Serigne Ndiaye
Pour les articles homonymes, voir Ndiaye.
Serigne Ndiaye, né à Tivaouane en 1953, est un artiste plasticien sénégalais contemporain qui s'est spécialisé dans la peinture sous verre, dont il est aussi un théoricien. Comme Sea Diallo et Anta Germaine Gaye, on peut le rattacher à la deuxième génération de l'« École de Dakar ».

## Sélection d'œuvres
- Structures I, 1989
- Couple d'aristos, 1992
- L'élu, 1992